# Otto Daniel Galindo García.
Otto Daniel Galindo García es un periodista, comentarista y narrador deportivo guatemalteco, de Radio Nacional TGW 107.3 FM Guatemala, C.A. (El de la Caprichiosa).

## Historia
Nació el 11 de abril de 1983 (41 años) en Morales, Izabal; Guatemala. Inició su carrera deportiva en 1997 en Radio Corporación del Norte, convirtiéndose a su temprana edad en una de las promesas del periodismo deportivo nacional. Su primer partido narrado fue en 1997 Heredia vs Teculután Comunicaciones de la 1.ª. División. Por su gran proyección fue contratado en junio de 2004 por RCN y su estación piloto La Red Deportiva 106.1 donde laboró hasta enero de 2012.
En marzo de 2012 fue contratado por la Dirección General de Radiodifusión y Televisión Nacional y su estación piloto TGW 107.3 donde labora hasta mediados de octubre de 2016.
En junio de 2013 fue contratado por el Grupo Albavisión donde actualmente relata partidos de fútbol, donde laboro hasta finales de abril de 2017.
En mayo de 2017 trabaja para la empresa telefónica Tigo para relatar los partidos de Liga Guatemalteca, torneos FIFA y Futsal Guatemalteco, en ese mismo mes pero en el día 20 regreso a Radio Nacional para transmitir la llave de semifinales entre CSD Municipal y CSD Suchitepequez con Rumbo a la Final del Torneo Clausura.
En 2023 regresa a la radio en un programa deportivo transmitido por la emisora pop Los 40 en el 93.3 FM.
Coberturas y transmisiones Internacionales.
XV Juegos Panamericanos Río de Janeiro 2007.
Eliminatoria Mundialista Futsal Guatemala 2008.
Mundial Futsal Brasil 2008.
Juegos Olímpico Pekín 2008.
Eurocopa 2008
Eliminatoria Mundialista Sudáfrica 2010.
Grand Prix de Futsal Goias, Brasil 2009.
Grand Prix de Futsal Anapolis, Brasil 2010.
Eliminatorias Mundialistas, Fútbol Femenino.
Concacaf Liga de Campeones 2011.
Eliminatoria Mundialista Sub-20. Colombia 2011.
Mundial Sub-20 Colombia 2011.
Concacaf Liga de Campeones 2012.
Eliminatorias Mundialistas Brasil 2014.
Mundial Futsal Tailandia 2012.
Clásicos Españoles.
UEFA Champions League.
UEFA Europa League.
Copa América.
Copa Centroamericana de Naciones UNCAF.
Copa de Oro.